# 맷 올리리
맷 올리리(Matt O'Leary, 1987년 7월 6일 ~ )는 미국의 배우이다.

## 출연 작품

### 영화
- 디스터번스 (2001)
- 프레일티 (2001)
- 스파이 키드 2: 잃어버린 꿈들의 섬 (2002)
- 스파이 키드 3D: 게임 오버 (2003)
- 브릭 (2005)
- 여대생 기숙사 (2009)
- 마더스 데이 (2010)
- 론 레인저 (2013)
- 보케 (2017)
- 스카이스크래퍼 (2018)

### 텔레비전
- 프로젝트 블루북 (2019)